# Lars-Olof Hjalmar
Lars-Olof Hjalmar, född 21 maj 1939 i Karlshamn, död 10 mars 2006 i Danderyds kommun, Stockholms län, var en svensk företagsledare.
Hjalmar, som var son till byggnadsingenjör Knut Hjalmar och Anna-Lisa Svensson, utexaminerades från Chalmers tekniska högskola 1964 och blev filosofie kandidat Stockholms universitet 1977. Han var anställd hos PLM 1964–1974, verkställande direktör och koncernchef för Nordiska ackumulatorfabriken Noack AB 1974–1978, verkställande direktör och koncernchef för AB Bahco 1978–1983, verkställande direktör för Siemens AB 1984–1991 och verkställande direktör för Punt Invest AB från 1991. Han tillhörde även styrelserna för Sveriges verkstadsförening, Sveriges Industriförbund och Svenska Arbetsgivareföreningen samt var ledamot av Kungliga Ingenjörsvetenskapsakademiens industriella råd och dess förtroendenämnd. Han var även ordförande eller ledamot i en rad bolagsstyrelser. Lars-Olof Hjalmar är begravd på Danderyds kyrkogård.